# 尼耶勒雅莱
尼耶勒雅莱（法語：Nuillé-le-Jalais，法語發音：[nɥije lə ʒalɛ]）是法国萨尔特省的一个市镇，属于马梅尔斯区。

## 地理
尼耶勒雅莱（48°1'13"N, 0°28'53"E）面积5.82 平方千米，位于法国卢瓦尔河地区大区萨尔特省，该省份为法国西北部内陆省份，北起顺时针与奥恩省、厄尔-卢瓦省、卢瓦-谢尔省、安德尔-卢瓦尔省、曼恩-卢瓦尔省和马耶讷省接壤，是法国大西部的入口，连接卢瓦尔河谷、布列塔尼和巴黎盆地。
与尼耶勒雅莱接壤的市镇（或旧市镇、城区）包括：科内雷、迪埃河畔托里涅、梅里兹河畔勒布雷伊、苏利特雷。

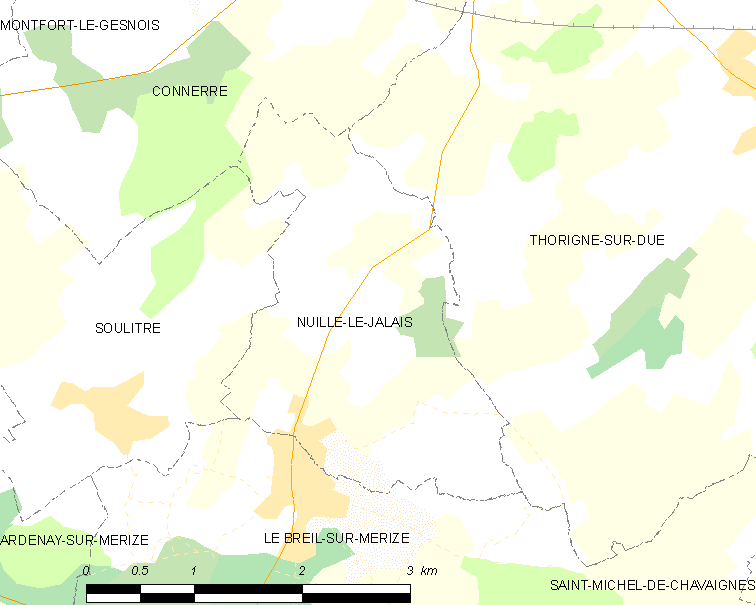
尼耶勒雅莱的OSM定位图

尼耶勒雅莱的时区为UTC+01:00、UTC+02:00（夏令时）。

## 行政
尼耶勒雅莱的邮政编码为72370，INSEE市镇编码为72224。

## 政治
尼耶勒雅莱所属的省级选区为萨维涅莱韦克县。

## 人口

1962-2008年间尼耶勒雅莱人口变化图示

尼耶勒雅莱于2022年1月1日时的人口数量为529人。